# Mohamed Islam Bouglia
Mohamed Islam Bouglia (nascida em 26 de julho de 1997) é uma paratriatleta tunisino. Ele é um ciclista tunisino que se tornou um triatleta de esportes com deficiência após um acidente de viação.Ele é bicampeão africano ATU PT2 2017 e 2018. 